# Palazzo Toro
Il Palazzo Toro è un edificio civile situato nel comune di Tocco da Casauria in Abruzzo. Situato sul Corso Garibaldi, fu fatto erigere intorno alla metà dell'Ottocento e completato nel 1870 come abitazione per la famiglia Toro e come fabbrica per produrre il liquore centerbe.

## Storia
Verso la metà dell'Ottocento Beniamino Toro cominciò a far costruire in paese un palazzo con lo scopo di utilizzarlo come abitazione e stabilimento di fabbricazione del centerbe e fu completato nel 1870. Sempre in quell'anno fu fondata a Tocco una delle prime società operaie di mutuo soccorso abruzzesi.

## Descrizione
L'edificio è a pianta rettangolare. Le sale furono affrescate dal pittore toccolano Francesco Paolo Michetti in stile ottocentesco napoletano.